# María Calcaño
María Calcaño est une poétesse vénézuélienne, né à Maracaibo le 12 décembre 1906 et morte à Caracas en 1956.

## Biographie
Mariée à 14 ans, elle est mère de 6 enfants à l'âge de 27 ans.

## Œuvre
Son œuvre connaît un succès tardif et ses poèmes parlent d'un érotisme subversif plutôt que des problèmes sociaux ou des modèles esthétiques comme ses contemporains.
J'avais oublié les poupées

    pour venir chez lui
— María Calcaño, Canciones que oyeron mis últimas muñecas, 1956

## Livres
- Alas fatales (1935)
- Canciones que oyeron mis últimas muñecas (1956)
- Entre la luna y los hombres (1961), posthume